# Bodești, Prahova
Bodești este un sat în comuna Posești din județul Prahova, Muntenia, România.
Așezarea este atestată documentar din anul 1833.